# Striga gesnerioides
Striga gesnerioides ist eine Pflanzenart aus der Gattung Striga in der Familie der Sommerwurzgewächse (Orobanchaceae).

## Beschreibung
Striga gesnerioides ist eine 12 bis 30 cm hoch werdende, parasitäre, einjährige oder gelegentlich auch mehrjährige Pflanze. Sie wächst unverzweigt oder verzweigt an der Basis, ist für gewöhnlich sukkulent und trocknet braun oder schwarz. Sie ist spärlich bis dicht steifhaarig oder feinhaarig behaart. Der Stängel ist drehrund oder undeutlich viereckig. Die Laubblätter haben eine Größe von 4 bis 10 × 1 bis 3 mm, sind lanzettlich, ganzrandig und stehen gegenständig oder nahezu gegenständig. Sie sind schuppenartig, anliegend, sind kürzer als die Internodien und haben eine undeutliche Aderung.
Die Blüten stehen gegenständig oder nahezu gegenständig in einem einfachen ährenartigen Blütenstand, der länger oder kürzer als der vegetative Spross sein kann. Die Blüten werden von je zwei Tragblättern begleitet, diese sind 2,5 bis 6 × 2 bis 3 mm groß, lanzettlich geformt und länger oder auch kürzer als der Kelch.
Der Kelch ist fünfgerippt und 4 bis 9 mm lang. Die Kelchröhre hat eine Länge von 3 bis 6 mm. Sie ist mit fünf ungleichen oder nahezu gleichen Zipfeln besetzt, die linealisch, dreieckig oder lanzettlich sind, eine Länge von 1 bis 3 mm haben und damit kürzer als die Kronröhre sind. Die Krone ist creme-weiß, blau, rosa oder violett. Die Kronröhre ist 8 bis 14 mm lang, gebogen, oberhalb des Kelches erweitert und mit sehr wenigen drüsigen oder nichtdrüsigen Haaren besetzt. Die Lappen der Unterlippe haben eine Größe von 2 bis 6 × 1,3 bis 3 mm, sie sind umgekehrt eiförmig und abstehend. Die Oberlippe hat eine Größe von 1 bis 2 × 2 bis 2,5 mm, sie ist unauffällig zweilappig oder eingekerbt und meist breiter als lang.
Die Chromosomenzahl beträgt 2n = 40.

## Vorkommen
Striga gesneroides ist die am weitesten verbreitete Art der Gattung. Ihr Verbreitungsgebiet in Afrika reicht bis nach Arabien und Asien. Sie wurde nach Florida eingeschleppt, stellt aber dort bisher kein Problem dar.
Die Art parasitiert im Gegensatz zu den meisten anderen Arten der Gattungen ausschließlich an Zweikeimblättrigen. Innerhalb der Art existieren Populationsgruppen mit spezifischer Wirtsbindung, die sich morphologisch nicht ausreichend voneinander unterscheiden, um als eigene Arten oder Unterarten behandelt zu werden. Für das afrikanische Verbreitungsgebiet werden beispielsweise Linien unterschieden, die auf verschiedenen Schmetterlingsblütlern (Indigofera, Tephrosia, Vigna), Windengewächsen (Ipomoea, Jacquemontia, Merremia) sowie auf Tabak (Nicotiana) und auf baumförmigen Wolfsmilch-Arten (Euphorbia) parasitieren.